# Can Metge (Vilaür)
Can Metge és una obra del municipi de Vilaür (Alt Empordà) inclosa en l'Inventari del Patrimoni Arquitectònic de Catalunya.Està situada dins del nucli urbà de la població de Vilaür, a la cantonada sud-est de l'antic recinte emmurallat de la vila, amb façana a l'actual plaça Major i al carrer de la Font. De fet, aprofita una part del llenç est de la muralla i la torre del portal com a part de la construcció.

## Descripció
És un edifici format per tres cossos adossats, dos d'ells distribuïts en planta baixa i pis, més la torre - portal, amb dues plantes superiors. L'edifici principal presenta la coberta a dues vessants de teula, amb una terrassa coberta al primer pis, ubicada a la cantonada sud-est de la casa. Les obertures de l'edifici són rectangulars, majoritàriament bastides amb carreus de pedra ben desbastats i amb les llindes planes. A la façana principal destaca el portal d'accés, amb la llinda sostinguda per dues mènsules incurvades, on hi ha esculpits en relleu els busts de dos personatges: un cavaller en un brancal i una dama a l'altre. Podrien ser els possibles retrats dels propietaris.
Situades a la primera planta de la torre, destaquen dues finestres amb espitlleres sota la línia dels ampits, una a cada façana. A la cantonada sud-est hi ha una altra finestra, amb la llinda gravada amb l'any 1692. Una altra de les finestres del pis superior presenta la inscripció: "MIQVEL METJA NOS FECIT 1703". La façana orientada a la plaça Major, cal destacar el portal d'accés a l'interior, amb la llinda decorada amb una creu i els brancals bastits amb carreus escairats, probablement reaprofitats.
La construcció està feta amb pedra de diverses mides, lligada amb morter, amb el parament arrebossat.

## Història
La casa està construïda aprofitant parts de la muralla medieval, bastida vers els segles xiii -XIV. Encara avui en dia, a les llindes de les finestres del pis superior, es pot llegir "MIQVEL METJA NOS FECIT 1703", data i nom del propietari, pertanyent a una de les famílies més antigues del poble, documentada com a mínim al segle xvi. A una altra llinda es pot apreciar la inscripció "MIQVEL 1692". A l'actual porta d'entrada des de la plaça es pot llegir a la porta de fusta la data 1973, any de la seva instal·lació i de l'última remodelació coneguda.